# Véronique Lecomte-Collin
Pour les articles homonymes, voir Lecomte et Collin.
Véronique Lecomte-Collin, née en 1955 à Saintes (Charente-Maritime), travaille depuis 1990 avec son mari, Bruno Collin, aux recherches et à la rédaction d'ouvrages numismatiques destinés au grand public ou aux collectionneurs.

## Biographie
Véronique Lecomte-Collin a fait des études de droit à Bordeaux.
Elle organise en 1991 le colloque "Histoire et culture d'entreprise" (participation d'une centaine d'entreprises françaises). Elle est aussi la créatrice du Salon de l'Histoire.
Elle organise le 1er Salon de l'Histoire en 1994, Porte de Versailles, sous le haut patronage du Ministre de la Culture et d'Emmanuel Le Roy Ladurie. Il est parrainé par TF1, RTL, Le Monde, L'Express.
Le 2e Salon de l'Histoire en 1996 se déroule sur trois sites parisiens : le Musée du Moyen âge, le Couvent des Cordeliers et La Sorbonne, sous le haut patronage du Ministre de la Culture et du recteur Hélène Ahrweiler. Il est parrainé par Le Figaro, La Mairie de Paris et Le Ministère de l'Éducation nationale.
En 2000, elle est nommée à ce titre chevalier des Arts et des Lettres et chevalier de l'ordre national du Mérite en 2010.